# 西川靖志
西川 靖志（にしかわ やすし、1958年2月12日 - ）は日経CNBC制作本部長・経済解説委員長。

## 経歴
- 東京都生まれ。
- 東京都立新宿高等学校、早稲田大学政治経済学部政治学科卒業。
- 1981年 日本経済新聞社入社。
- 産業部記者、ロンドン特派員、経済部記者、ミラノ支局長、さいたま支局長、運動部長などを歴任。
- 2009年4月 日経CNBC経済解説委員長。

## 出演番組

### 現在
日経CNBCでコメンテーター
- 昼エクスプレス
- TOKYO マーケットウォッチ
- NEWS ZONE
- ザ・経済闘論

### 過去
- 埼玉ビジネスウォッチ（テレビ埼玉）さいたま支局長時代に、コメンテーター・〝西川靖志のジョルナリスタの目〟を担当。

## 書籍
- 西川里美の日経1年生! 腑におちるまでとことん経済を学ぼう 祥伝社黄金文庫 ISBN 9784396314736
- ブラック・スワンの経済学　予測不可能な時代を読みとく 祥伝社黄金文庫 ISBN 9784396315467